# Peter Simonsen
Pour les articles homonymes, voir Simonsen.
Peter Simonsen est un footballeur néo-zélandais, né le 17 avril 1959. Il évolue au poste de milieu de terrain de la fin des années 1970 au milieu des années 1980.
Il joue notamment au Nelson United AFC avec qui il remporte la Coupe de Nouvelle-Zélande en 1977 et à Gisborne City AFC gagnant avec cette équipe le championnat de Nouvelle-Zélande en 1984. Il compte 12 sélections pour un but marqué en équipe de Nouvelle-Zélande et dispute la Coupe du monde 1982 avec la sélection néo-zélandaise.

## Biographie
Peter Simonsen commence sa carrière au Nelson United AFC et intègre en 1976 l'équipe de Nouvelle-Zélande junior. Il remporte en 1977 la Coupe de Nouvelle-Zélande et est finaliste de la compétition l'année suivante. Il connaît sa première sélection internationale, tout comme son coéquipier Kenny Cresswell, le 1er octobre 1978 face à Singapour, les Néo-Zélandais s'imposent sur le score de deux buts à zéro et il inscrit le second but. Il rejoint en 1981 Gisborne City AFC où il reste deux saisons. Il signe ensuite au Manurewa AFC mais ne dispute pas de rencontres avec le club en début de saison, étant engagé avec la sélection dans les éliminatoires de la Coupe du monde.
Sélectionné pour la Coupe du monde 1982,, il ne dispute aucune rencontre lors de la compétition.
Il retourne en 1983 au Nelson United AFC puis s'engage en 1984 au Gisborne City AFC. Il remporte avec cette équipe le championnat de Nouvelle-Zélande. Il termine la même année finaliste de la Coupe.
Après sa carrière de footballeur, il devient entraîneur et dirige notamment des clubs de Wellington tout en dirigeant une entreprise d'aménagement paysager.

## Palmarès
- Champion de Nouvelle-Zélande en 1984 avec Gisborne City AFC.
- Vice-champion de Nouvelle-Zélande en 1985 avec Gisborne City AFC.
- Vainqueur de la Coupe de Nouvelle-Zélande en 1977 avec Nelson United AFC.
- Finaliste de la Coupe de Nouvelle-Zélande en 1978 avec Nelson United AFC et en 1984 avec Gisborne City AFC.
- Finaliste du Challenge Trophy en 1981 et 1985 avec Gisborne City AFC.

- 12 sélections pour un but inscrit avec la Nouvelle-Zélande